# Спорт Дніпра
Спорт Дніпра — мережа спортивних установ міста.
У місті функціонує розвинена мережа спортивних споруд: 10 стадіонів, 370 спортивних майданчиків, 18 плавальних басейнів, 286 спортивних залів. В 46 дитячо-юнацьких спортивних школах займається понад 17 тис. дітей, в спортивних секціях — понад 30 тис. чоловік. 10 професійних команд з ігрових видів спорту відстоюють честь міста. Широкий інтерес в Україні викликають змагання на Кубок Президента України по волейболу. В складі збірної команди України в XXVII Олімпійських іграх брали участь 25 спортсменів, 21 увійшов до складу Національної Параолімпійської збірної, всього на іграх було завойовано 20 медалей, 43 представники міста стали призерами міжнародних змагань.

## Спортивні команди та клуби
| Назва                                                     | Вид спорту                                   | Адреса                                    | Деякі дані |
| Баскетбольний клуб «Дніпро»                               | баскетбол                                    | вул. Воскресенська, 33                    | виступає в Суперлізі |
| Ватерпольний клуб «ДНУ-Дніпро»                            | водне поло                                   |                                           | виступає у Чемпіонаті України |
| Волейбольний клуб «Дніпро»                                | волейбол                                     | вул. Щепкіна, 53                          | виступає у Суперлізі |
| Дніпровський міський шахово-шашковий клуб імені І.С.Уріха | шахи, шашки                                  | вул. Вернадського, 27                     | |
| Дніпровський сквош клуб                                   | сквош                                        | вул. Сімферопольська, 21                  | |
| Дніпровський спортивно-стрілецький клуб «Комбат»          |                                              | ж/м Тополя, Тунельна балка                | лазерні бої на відкритій місцевості                                                                                                 |
| Кінна академія                                            | кінний спорт                                 | вул. Передова, 775а                       | екскурсії, активний відпочинок, прогулянки на конях й професійне навчання з чотирьох рівнів складності й п'яти видам кінного спорту |
| Клуб Кендо «Самурай»                                      | кендо                                        | пров. Євгена Коновальця, 6                | |
| Клуб тхеквондо «Фанат»                                    | тхеквондо, кікбоксинг, карате, тайський бокс | вул. Старокозацька, 51а                   | |
| Міський яхт-клуб                                          | вітрильний спорт                             | пл. Десантників                           | |
| Обласне відділення Федерації Кіокушин карате              | карате                                       | вул. Макарова, 27а                        | |
| Пляжний футбольний клуб «Вибір»                           | пляжний футбол                               |                                           | |
| Регбійний клуб «Атлант»                                   | регбі                                        |                                           | |
| Регбійний клуб «Дніпро»                                   | регбі                                        |                                           | виступає у Вищій лізі регбі |
| Спортивний клуб «Тайфун»                                  | дзюдо                                        | Монастирський острів                      | |
| Спортивний гребний клуб «Тамерлан»                        | веслування на байдарках і каное              | вул. Набережна Перемоги, 13               | |
| Спортивний клуб «Дзюдо-Дніпро»                            | дзюдо                                        | пр. Слобожанський, 36                     | |
| Спортивний клуб «Динамо-Сілейр»                           | дзюдо                                        | вул. Гладкова, 9                          | |
| Спортивний клуб «Дніпро-1»                                | футбол                                       |                                           | Виступає в Прем'єр-лізі |
| Спортивний клуб «Дніпровські Ракети»                      | американський футбол                         |                                           | виступає в Чемпіонаті України |
| Спортивний клуб «Cobra-Kwan»                              | тхеквондо                                    | вул. Шолохова, 17                         | |
| Спортивний клуб «Торнадо»                                 | пейнтбол                                     | вул. Набережна Перемоги, 10а              | |
| Спортивний клуб тхеквондо «Барс»                          | тхеквондо                                    | вул. Аржанова, 12                         | |
| Спортивний клуб тхеквондо «Парус»                         | тхеквондо                                    | вул. Моніторна, 3                         | |
| Товариство японської культури «Фудошинкан»                | айкідо, джиу-джитсу, карате, кобудо          | вул. Мандриківська, 148 вул. Театральна,1 | |
| Футбольний клуб «Дніпро»                                  | футбол                                       |                                           | Не виступає в змаганнях |
| Футбольний клуб «Дніпропетровськ»                         | футбол                                       |                                           | |
| Футбольний клуб «Перемога»                                | футбол                                       |                                           | виступає в аматорському чемпіонаті України                                                                                          |
| Футбольний клуб УВС                                       | футбол                                       |                                           | виступає у Чемпіонаті області та міста                                                                                              |
| Футбольний клуб «Скіф»                                    | футбол                                       |                                           | виступає у Чемпіонаті області та міста                                                                                              |
| Хокейний клуб «Придніпровськ»                             | хокей                                        | вул. 20-річчя Перемоги, 31                | |
| Яхт-клуб «Екотур»                                         | вітрильний спорт                             | вул. Набережна Перемоги, 12               | |
| Яхт-клуб «Дніпро»                                         | вітрильний спорт                             | вул. Маршала Малиновського, 102К          | |